# Mauretansko-senegalska granica
Granica između Mauretanije i Senegala duga je 742 km, a proteže se od Atlantskog oceana na zapadu duž rijeke Senegal do tromeđe s Malijem na istoku.

## Opis
Granica počinje na zapadu na atlantskoj obali i zatim ide na istok, prelazeći pješčani sprud Langue de Barbarie, a zatim skreće prema sjeveru, koristeći Marigot de Mambatio, te dolazi do rijeke Senegal. Granica zatim slijedi ovu rijeku prema istoku u širokom luku, završavajući na tromeđi s Malijem na ušću Falémé u Senegal. 

## Povijest
Francuska se počela graditi naselja na obalama moderne Mauretanije i Senegala u 17.-18. stoljeću, postupno je proširila svoju vlast dalje u unutrašnjost sve do modernog Malija tijekom 1850-ih-80-ih. Kao rezultat 'Borbe za Afriku' 1880-ih, Francuska je preuzela kontrolu nad gornjom dolinom rijeke Niger (otprilike ekvivalentno područjima modernog Malija i Nigera). Francuska je okupirala ovo područje 1900., a nakon nje Mauretanija 1903–04. Mali (tada poznat kao Francuski Sudan) izvorno je bio uključen, zajedno s modernim Nigerom i Burkinom Faso, u koloniju Gornji Senegal i Niger, no kasnije je odvojen i, zajedno s Mauretanijom, postao je sastavni dio savezne francuske kolonije. Zapadna Afrika (Afrique occidentale française, skraćeno AOF). Sljedeće godine, 25. veljače 1905., Francuska je uspostavila granicu između Senegala i Mauretanije duž rijeke Senegal, koja je tada detaljnije opisana u dekretu od 8. prosinca 1933.
Kako je pokret za dekolonizaciju rastao u razdoblju nakon Drugog svjetskog rata, Francuska je postupno davala više političkih prava i zastupljenosti svojim kolonijama podsaharske Afrike, što je kulminiralo davanjem široke unutarnje autonomije Francuskoj Zapadnoj Africi 1958. u okviru Francuska zajednica. Godine 1960. i Mauretanija i Senegal stekli su neovisnost, a njihova zajednička granica postala je međunarodna granica između dviju država.
Odnosi između dviju država, u početku prilično dobri, pogoršali su se 1980-ih zbog raznih sporova duž rijeke Senegal, pogoršanih sušama i etničkim napetostima. Sporovi su 1989. izbili u oružane sukobe duž granice, što je rezultiralo ratom koji je završio 1991.

## Naselja uz granicu

### Mauretanija
- Keur-Macene
- Rosso
- Ngorel
- Boghé
- Tjide
- Bababé
- Mbotto
- Mbagne
- Ouoloum Nere
- Kaédi
- Djowol
- Sagne

### Senegal
- Saint-Louis
- Debi
- Rheune
- Ntiagar
- Dagana
- Podor
- Boki
- Sioure
- Cascas
- Doungel
- Saldé
- Matam
- Bakel

## Vanjske poveznice
|  | Zajednički poslužitelj ima još gradiva o temi Mauretansko-senegalska granica |